# موگا، پنجاب
موگا (پونجاب) (به انگلیسی: Moga, Punjab) یک زیستگاه انسانی در هند است که در ناحیه موگا واقع شده‌است.

## خصوصیات
موگا ۲٬۲۳۰ کیلومترمربع مساحت و ۱۲۴٬۶۲۴ نفر جمعیت دارد.